# Novigradsko more
Novigradsko more – zatoka w Chorwacji, w północnej Dalmacji. Stanowi część Morza Adriatyckiego.

## Charakterystyka
Jej powierzchnia wynosi 28,6 km². Wpada do niej rzeka Zrmanja. Poprzez cieśninę Novsko ždrilo jest połączona z Kanałem Welebickim, a poprzez cieśninę Karinsko ždrilo z zatoką Karinsko more. Znajdują się nad nią miejscowości Novigrad i Posedarje.